# Santa Clara, Tamaulipas
Santa Clara är en ort i Mexiko.   Den ligger i kommunen Victoria och delstaten Tamaulipas, i den centrala delen av landet, 500 km norr om huvudstaden Mexico City. Santa Clara ligger 279 meter över havet och antalet invånare är 172.
Terrängen runt Santa Clara är platt. Runt Santa Clara är det ganska tätbefolkat, med 207 invånare per kvadratkilometer. Närmaste större samhälle är Ciudad Victoria, 10,2 km väster om Santa Clara. Trakten runt Santa Clara består i huvudsak av gräsmarker.